# Yo, la peor de todas
Yo, la peor de todas (Brasil: Eu Sou a Pior de Todas) é um filme argentino de 1990, do gênero drama biográfico, dirigido e escrito por María Luisa Bemberg, baseado no romance Sor Juana Inés de la Cruz o las trampas de la fe, de Octavio Paz.
Em 1991, recebeu o prêmio de melhor filme no 21.º Festival Internacional de Cinema de Cartagena (Colômbia).

## Sinopse
Narra os últimos anos da célebre freira e intelectual Juana Inés de la Cruz.

## Elenco
- Assumpta Serna
- Dominique Sanda
- Héctor Alterio
- Lautaro Murúa